# Thomas Peel

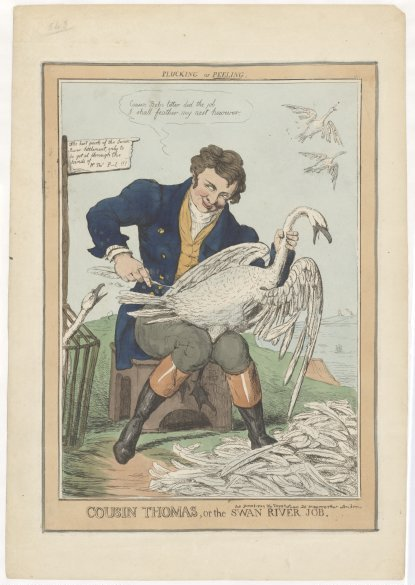
Karikatur über Thomas Peel: Text oben: PLUCKING or PEELING (deutsch: Rupfen oder Häuten). Text unten: COUSIN THOMAS or the SWAN RIVER JOB

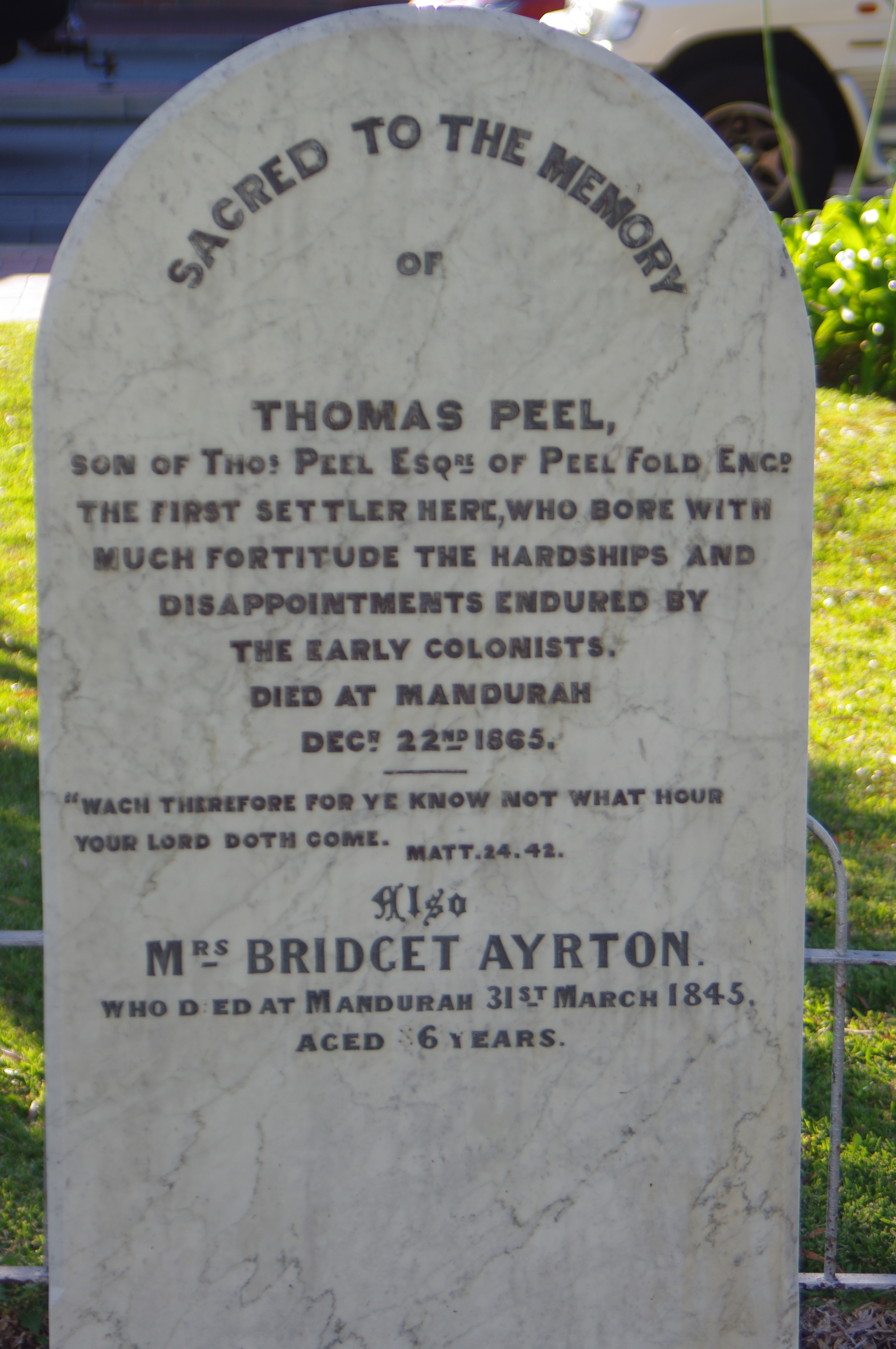
Grabstein von Thomas Peel

Thomas Peel (* 1793 in Lancashire, Großbritannien; † 22. Dezember 1865 in Mandurah, Western Australia, Australien) war ein Kolonist und einer der ersten Siedler und Landeigentümer der Swan River Colony, des späteren Western Australia. Peel versuchte die Gründung einer neuen britischen Kolonie ohne den Einsatz von staatlichem Kapital, was scheiterte und ihm heftigen Spott einbrachte.

## Frühes Leben
Thomas Peel war der zweite Sohn von Thomas Peel und dessen Frau Dorothy, geborene Bolton. Er ging in die Harrow School und arbeitete bei einem Rechtsanwalt. 1823 heiratete er Mary Charlotte Dorking Ayrton. Nach der Geburt ihrer Kinder Julia und Thomas gingen sie nach Carnoustie in Banffshire, Schottland, wo ihre zweite Tochter Dorothy 1827 geboren wurde.

## Koloniegründung
Thomas Peel ging 1828 nach London, wo er seine Auswanderung nach New South Wales plante. Er gründete dort mit drei weiteren Gesellschaftern eine Assoziation, um eine britische Kolonie auf dem australischen Kontinent aufzubauen.
Beabsichtigt war die Entsendung von 10.000 Siedlern mit allen erforderlichen Gütern und Materialien für die zu gründende Swan River Colony, das spätere Western Australia. Vom britischen Colonial Office sollten ihm 4.000.000 Acres Land (etwa 16.000 km²) zugesichert werden.
Das britische Colonial Office, die seinerzeitige britische Kolonialregierung, stand damals unter dem politischen Druck von James Stirling, der das Gebiet am Swan River 1827 erkundet hatte und vom Colonial Office das Recht zur Entwicklung dieses Gebiets und die Ernennung zum Gouverneur der neuen Kronkolonie forderte. Als George Murray im Mai 1828 das Colonial Office als Staatssekretär übernahm, wollte er aber keine verbindliche Zusage geben, denn er hatte wenig Interesse an der Errichtung der neuen Kolonie. Möglicherweise durch die Einflussnahme des Cousins von Thomas Peel, des damaligen Innenministers Robert Peel (1778–1850) und durch das Angebot der Kapitalgesellschaft von Thomas Peel änderte er seine Haltung, denn so konnte ohne Einsatz von staatlichem Kapital eine neue britische Kolonie gegründet und zugleich der Initiative von Stirling gefolgt werden. Das Colonial Office erklärte sich nun bereit, Peel unter bestimmten Bedingungen Land zuzusichern, allerdings nur 1.000.000 Acres (4.000 km²). Als Peel zögerte, bot ihm Solomon Levey, der bereits Land in New South Wales besaß, eine langjährige Partnerschaft als Geldgeber an, da er sich wirtschaftliche Chancen in der neuen Kolonie ausrechnete. Levey, der früher selbst Sträfling gewesen war, schickte ein Schiff mit 179 Sträflingen von London aus los, das allerdings wegen widrigen Wetters sechs Wochen später als vereinbart, am 15. Dezember 1828, ankam. In anderen Quellen werden 300 oder 400 Sträflinge genannt. Levey führte die Geschäfte in London, und Peel sollte sie in Australien führen.
Aufgrund dieser Verspätung wurde die Zusicherung von Land durch das britische Colonial Office hinfällig und auf 250.000 Acres Land (1.000 km²) im Gebiet des Cockburn Sound und Murray River reduziert. Die Vereinbarung von Peel und Levey, mehr Güter und Material mit der Firma Cooper & Levey von Sydney aus zu verschiffen, wurde nicht eingehalten. Die Fracht kam nie an, obwohl sie bezahlt war. Peel berichtete nie von den Problemen nach London, was dazu führte, dass er den Geldgeber Levey ruinierte.

## Scheitern der Koloniegründung
Peel war ein schlechter Organisator, zudem mangelte es an ausreichender Arbeit für die Siedler und genügend gutem Ackerland für eine erfolgreiche Landwirtschaft. Auch die Viehzucht gestaltete sich schwierig; die Schafe fraßen Giftpflanzen und verendeten oder wurden von Dingos angefallen. Es gab außerdem mehrere Angriffe der Aborigines auf die Siedler und verheerende Buschfeuer. Peel wurde in dieser schwierigen Zeit krank; er hatte eine Schusswunde an seiner rechten Hand, die er sich vermutlich in einem Duell mit dem Kapitän der Rockingham zugezogen hatte, der sein letztes Schiff bei einer Landung im Cockburn Sound zerstörte. Die Siedler protestierten und weigerten sich, Zahlungen zu leisten. Thomas Peel hatte in den ersten zwei Jahren Auslagen von £50.000, zahlreiche Siedler, darunter James Henty, verließen ihn und gingen nach Port Phillip oder nach Tasmanien. 1833 starb sein Partner Levey. Damit war die erste Besiedlung der Kolonie gescheitert.

Nachdem dieser Versuch der privaten Entwicklung einer staatlichen Kolonie gescheitert war, polemisierte Karl Marx in einer Auseinandersetzung über die moderne Kolonisationstheorie gegen den britischen Kolonialpolitiker Edward Gibbon Wakefield: 

„Zunächst entdeckte Wakefield in den Kolonien, daß das Eigentum an Geld, Lebensmitteln, Maschinen und andren Produktionsmitteln einen Menschen noch nicht zum Kapitalisten stempelt, wenn die Ergänzung fehlt, der Lohnarbeiter, der andre Mensch, der sich selbst freiwillig zu verkaufen gezwungen ist. Er entdeckte, daß das Kapital nicht eine Sache ist, sondern ein durch Sachen vermitteltes gesellschaftliches Verhältnis zwischen Personen. Herr Peel, jammert er uns vor, nahm Lebensmittel und Produktionsmittel zum Belauf von 50.000 Pfd. St. aus England nach dem Swan River, Neuholland, mit. Herr Peel war so vorsichtig, außerdem 3.000 Personen der arbeitenden Klasse, Männer, Weiber und Kinder mitzubringen. Einmal am Bestimmungsplatz angelangt, ‚blieb Herr Peel, ohne einen Diener, sein Bett zu machen oder ihm Wasser aus dem Fluß zu schöpfen.‘ Unglücklicher Herr Peel, der alles vorsah, nur nicht den Export der englischen Produktionsverhältnisse nach dem Swan River!“

## Spätes Leben
Am 31. Juli 1832 wurden Peel 250.000 Acres Land zugesichert, und 1833 begann er mit dem Bau eines Farmhauses am Serpentine River, das 1839 fertiggestellt wurde. Peels Familie kam mit der Mutter seiner Frau und einer Dienstmagd im April 1834 an; 1838 gründete Thomas Peel mit einem Partner ein Unternehmen zum Walfang. Im Jahr 1839 wurde er ins Legislative Council gewählt, gab dieses Mandat aber schon 1841, nach vierzehn Monaten, wieder auf. 1839 ging seine Familie nach England zurück, ihm blieb die Rückkehr verwehrt. 1856 starb Peels älteste Tochter Julia, im folgenden Jahr seine Frau. Thomas Peel starb 1865 verarmt in Mandurah in Western Australia.

## Sonstiges
Nach Peel wurden in Western Australia die Peel-Region und ein Ästuar, das Peel Inlet, benannt. Er gilt, trotz seines Scheiterns, neben dem ersten Gouverneur James Stirling als einer der Gründungsväter von Western Australia.